# 232
Het jaar 232 is het 32e jaar in de 3e eeuw volgens de christelijke jaartelling.

## Gebeurtenissen

### Syrië
- Romeins-Perzische Oorlog: Keizer Alexander Severus voert in Mesopotamië een veldtocht tegen de Perzen, het Romeinse leger belegert tevergeefs de hoofdstad Ctesiphon. Door het hete klimaat breekt de pest uit onder de legionairs.

## Geboren
- Marcus Aurelius Probus, keizer van het Romeinse Rijk (overleden 282)
- Porphyrius, Grieks filosoof (overleden 304)